# X Tucanae
X Tucanae är en pulserande variabel av RR Lyrae-typ (RRAB) i stjärnbilden Tukanen. 
Stjärnan varierar mellan visuell magnitud +13,4 och 14,2 med en period av 0,57307 dygn eller 13,754 timmar. RR Lyrae-stjärnornas period varierar mellan 0,2 och 1,2 dygn med ett medianvärde på 0,5 dygn. T Mensae ligger således strax över medelvärdet.